# Горбатов Павло Анатолійович
Горбатов Павло Анатолійович (1945—2011) — український вчений, фахівець у галузі теорії робочих процесів і методів підвищення технічного рівня та конкурентоспроможності машин і обладнання для гірничої промисловості, доктор технічних наук (1992), професор (1993), лауреат Державної премії України (1990), відмінник освіти України (2005). Професор кафедри «Гірничі машини» Донецького національного технічного університету. Учасник загальнонаціонального проекту «Мала гірнича енциклопедія».
Основні наукові інтереси: Нелінійна динаміка детермінованих і стохастичних систем; методологія натурних та імітаційних обчислювальних експериментів для динамічних систем; теорія динамічних і енергетичних процесів виймальних машин; теорія та методи системного багатокритеріального оптимального проектування складних гірничих машин; ергодизайн технічних систем; мехатроніка.

## З біографії
Павло Анатолійович Горбатов народився 8 липня 1945 року в місті Дружківка Донецької області. Навчався в машинобудівному технікумі, працював слюсарем на машзаводі. Після закінчення технікуму вступив до Донецького політехнічного інституту на спеціальність «Гірничі машини». Працював на шахті підземним електрослюсарем. У 1968 році з відзнакою закінчив ДПІ.
Вся його трудова діяльність пов'язана з ДонНТУ, де він пройшов шлях від асистента до професора. У 1974 році Павло Анатолійович захистив кандидатську дисертацію, в 1991 — докторську, з 1976 року працював доцентом, а в 1992—2011 рр. професором кафедри «Гірничі машини». Не перериваючи роботи на кафедрі, в 1999—2004 рр. одночасно був проректором з навчальної роботи Донецького інституту підприємництва в складі навчального комплексу ДонНТУ.
Горбатов П. А. брав участь у співпраці однойменних кафедр ДонНТУ, МДГУ і МГОУ, в обміні інформацією і виданими книгами, з 1999 р був постійним учасником наукових симпозіумів «Тиждень гірника» в рамках семінарів під керівництвом д.т.н. професора Л. І. Кантовіча.
Результати досліджень ученого були використані при створенні і модернізації п'яти типів очисних комбайнів і при розробці ГОСТ 26914-86. П. А. Горбатов — співавтор двох керівних документів для вугільної галузі. Професор Горбатов підготував п'ять кандидатів технічних наук.
Професор Горбатов пішов з життя 4 липня 2011 року.

## Науковий доробок
Опублікував понад 230 наукових і 30 науково-методичних праць, у тому числі 26 винаходів i 1 патент. Автор підручника для вузів «Проектування і конструювання гірничих машин і комплексів» (1988), за створення якого йому і співавторам присуджено Державну премію України в галузі науки і техніки. Основний автор 4-х навчальних посібників для вузів «Механізовані кріплення очисних комплексів і агрегатів» (1997), «Гірничі машини й обладнання» (2003), «Гірничі машини для підземного видобування вугілля» (2006), «Ергономіка та дизайн» (2000), перші три з яких із грифом МОН України. Учасник проекту «Мала гірнича енциклопедія».
Павло Анатолійович Горбатов — керівник і учасник 42 науково-дослідних робіт, основні результати яких впроваджені в промисловість і навчальний процес. Розробив теорію робочих процесів і синтезу виїмкових машин як нелінійних динамічних систем із зовнішніми зв'язками з гірськими масивами. Був одним з творців наукового напрямку ДонНТУ «Теорія функціонування і оптимального проектування виймальних машин як енергодинамічних і мехатронних систем».
З 1980 року під керівництвом к.т.н. П. А. Горбатова в рамках ряду кафедральних НДР стали виконуватися системні дослідження створюваних комбайнів з жорстким тяговим органом. Після захисту дисертації П. А. Горбатов плідно розвивав науковий напрямок «Теорія функціонування і оптимального проектування виймальних машин нових поколінь як енергодинамічних і мехатронних систем».
До основних наукових досягнень належать:
- розробка нового рівня імітаційних математичних моделей для прогнозування динамічних навантажень і багатокритеріальної структурно-параметричної оптимізації очисних комбайнів;
- створення теорії формування зовнішніх зв'язків за швидкостями і переміщенням між виїмковими машинами і гірськими масивами;
- встановлення ряду нових закономірностей і розробка теорії функціонування очисних комбайнів як нелінійних автономних динамічних систем;
- цикл робіт зі створення пакету оригінальних структурних рішень для виїмкових машин з метою ефективного вирішення завдань підвищення їх технічного рівня;
- розвиток концепції і теорії паралельного проектування виймальних комбайнів як складних енергодінамічних і мехатронних систем.

## Основні праці
- Горбатов, П. А. Прогнозирование максимальных нагрузок в подсистемах привода исполнительных органов очистных комбайнов: монография / П. А. Горбатов, Н. М. Лысенко. — Донецк: ООО Технопарк ДонНТУ УНИТЕХ, 2011. — 126 с.
- Горбатов П. А., Петрушкин Г. В., Лысенко Н. М., Павленко С. В., Косарев В. В. Горные машины для подземной добычи угля. // Учеб. пособие для вузов. Под общ. ред. Горбатова П. А. — 2-е изд. перераб. и доп. — Донецк: Норд Компьютер, 2006. — 669 с.
- Разработка теории функционирования и методов оптимального проектирования для выемочных комбайнов нового поколения: отчет о НИР(заключительный): Д-9-06 / Донец. нац. техн. ун-т; рук. П. А. Горбатов; исполн.: Н. М. Лысенко. — Донецк, 2008. — 436с.
- Горбатов, П. А. Эргономика и дизайн: учеб.пособ. / П. А. Горбатов, В. П. Кондрахин, П. А. Дорфман; под ред. П. А. Горбатова. — Донецк, 2000. — 150 с.

## Нагороди
Нагороджений дипломом Пошани ВДНГ УРСР, бронзовою і срібною медалями ВДНГ СРСР, знаками «Переможець соціалістичного змагання» (1977, 1979 рр.), «Ударник десятої п'ятирічки», повний кавалер знаку «Шахтарська слава», " Відмінник освіти України ".